# Radiozita

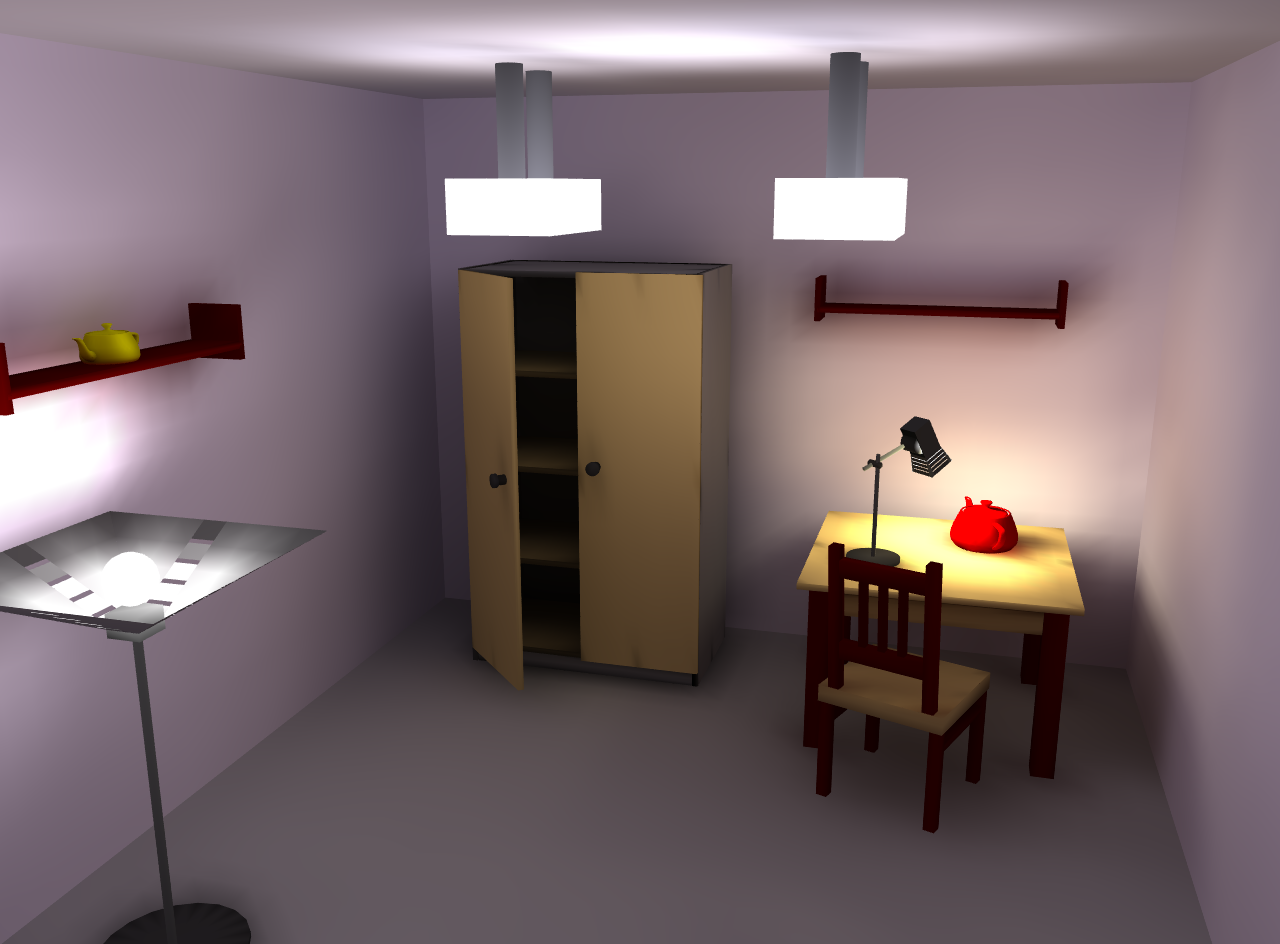
Scéna spočítaná radiozitou (79. krok výpočtu) a zobrazená pomocí OpenGL

Radiozita (často též radiosita) je metoda globálního osvětlení scény (šíření světelné energie) používaná k renderování 3D scény v počítačové grafice.
Radiozita jako renderovací metoda byla představena v roce 1984 výzkumníky na Cornell University.
Vychází ze zákona zachování energie. Proto vyžaduje energeticky uzavřené scény. Nedokáže pracovat s průhlednými objekty, zrcadly a texturami. Scéna musí být reprezentována polygonálním modelem.
Zobrazovací rovnice vychází z dvousměrové distribuční funkce BRDF. Plochy nejen odrážejí světlo, ale mohou mít i vlastní zářivost. Šíří se pouze difúzní odraz světla.
Vlastní výpočet může probíhat buď iteračně (progresivně) nebo řešením soustavy rovnic (maticové řešení). Před vlastním výpočtem je třeba polygony ve scéně rozdělit na malé plošky a spočítat konfigurační faktory (vliv každé plošky na každou jinou plošku ve scéně). Plošky, které na sebe nevidí mají konfigurační faktor 0. Iterační výpočet má výhodu postupného zobrazení výsledku po každé iteraci.
Radiozita (zářivost) každé plošky je definována jako:
{\displaystyle B_{i}=E_{i}+R_{i}\int _{j}B_{j}F_{ij}\,\!}
kde:
- Bi je radiozita plošky i.
- Ei je vyzařovaná energie této plošky.
- Ri je odrazivost plošky.
- integrál reprezentuje součet energií přicházejících na plošku i ze všech ostatních plošek.
- Fij je konfigurační faktor mezi ploškami i a j (vliv plošky j na plošku i).

Konfigurační faktor říká, kolik energie plošky j je přímo přijato ploškou i. Plošky s velkým rozdílem radiozity (ostrý světelný přechod) je vhodné rozdělit na menší plošky pro jemnější přechod osvětlení (adaptivní dělení ploch). Výpočet radiozity je vysoce výpočetně (časově) náročný, proto se např. nepoužívá v počítačových hrách. Výhodou této metody je, že se scéna nemusí přepočítávat při změně polohy kamery. Pro zobrazení výsledků radiozity může být použita metoda ray-tracing. Tím se přidají zrcadlové odrazy objektů a vlastnosti povrchů.

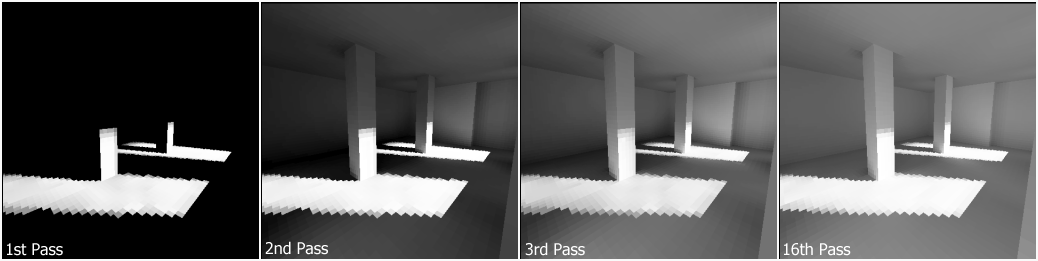
Ukázka iterační metody (1., 2., 3. a 16. průchod)

Výpočet konfiguračních faktorů je možno urychlit renderováním do tzv. polokrychle za použití 3D renderovacího hardware (pomocí OpenGL nebo Direct3D).